# Tony Stonem
Anthony “Tony” Stonem es un personaje ficticio creado por el guionista Bryan Elsley para la serie de la televisión británica Skins del canal E4.  Tony fue el personaje central de la serie en su primera y segunda temporada, de 2007 a 2008 —Skins primera generación— interpretado por el actor Nicholas Hoult, cuando este tenía la edad de 17 años. El personaje es considerado un antihéroe, pues muchas de sus acciones son cuestionables y antagónicas debido a sus tendencias manipuladoras. Sin embargo, esto cambia en la segunda temporada tras ser víctima de un accidente y sufrir un hematoma subdural, afectando su personalidad y sus recuerdos.  Posteriormente se aludió al personaje en episodios de la tercera y cuarta temporada, que se centraron en la hermana de Tony, Effy, interpretada por la actriz Kaya Scodelario. 
En la adaptación norteamericana del programa de 2011, Tony es interpretado por el actor James Newman, y el apellido del personaje se cambia a Schneider.

## Descripción del personaje
A primera vista, Tony parece ser el niño perfecto con el que todo padre soñaría: es atractivo, muy popular en Bristol, le va bien en la escuela y la mayoría de las chicas darían cualquier cosa por salir con él. En el sitio web de Skins, en una sección Acerca de mí, explica que su filósofo favorito es David Hume, que su rey medieval favorito es Carlomagno, que su álbum favorito de Primal Scream es Vanishing Point y que le encantan las patatas.
Tony, sin embargo, tiene un lado oscuro. A pesar de su encanto y confianza en sí mismo, tiene un carácter arrogante y muchas veces se cree superior a los demás sin que ellos se den cuenta. Sus profesores, amigos, padres y compañeros de clase lo idolatran y ocultan sus tendencias psicopáticas. Las personas principalmente expuestas a sus fechorías suelen ser las más cercanas a él: su novia Michelle (April Pearson) y su mejor amigo Sid Jenkins (Mike Bailey). En Sid, muestra su amor por el "control y la manipulación" y su afición por la imprevisibilidad del universo, comparando la vida de quienes lo rodean con las funciones de las partículas subatómicas. En el episodio de Unseen Skins —escenas eliminadas/extras de la serie—  titulado "The Cat & The Duck", Michelle caracteriza a Tony como el hielo; "frío y transparente".

Los encuentros sexuales de Tony son supuestamente vastos. En "Michelle", Jal Fazer (Larissa Wilson) recuerda una larga lista de sus conquistas. Más tarde, Michelle le dice a Abigail Stock (Georgina Moffat) que él "se folla a todos... incluidos los niños". En episodio "Maxxie & Anwar", Tony intenta una cita oral con su amigo gay Maxxie (Mitch Hewer). Tony no especifica su orientación sexual, pero le dice a Maxxie que simplemente quiere "probar algo nuevo". En una lección de psicología, equipara el sexo con el poder y su lujuria por ambos se retrata en su presentación. Un aspecto de su subconsciente (retratado como un director de universidad) se refiere a él como "polisexual", en el episodio "Tony" de la segunda temporada. El guionista de la serie Bryan Elsley, caracteriza el intento de Tony de seducir a Maxxie como una exploración de la fluidez sexual del personaje; En la primera temporada de la adaptación estadounidense, el personaje de Maxxie es reemplazado por el personaje de Tea (Sofia Black-D'Elia), y su fluidez sexual se sustituye por la de Tony.En la serie británica, Tony encaja en el antiguo arquetipo televisivo y cinematográfico del "bisexual malo" narcisista, controlador y estereotípicamente sociópata".

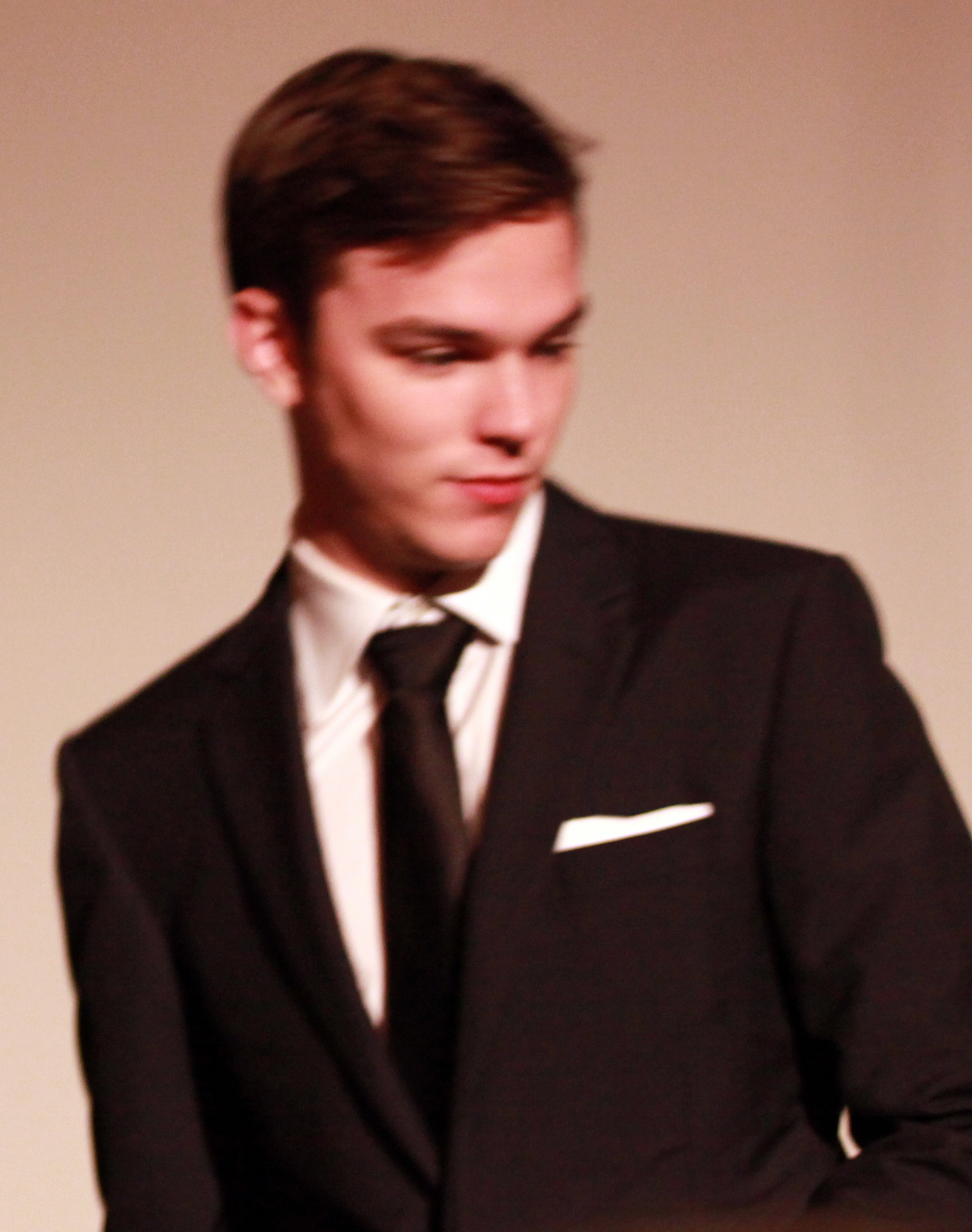
Nicholas Hoult es Tony.

Los hábitos de lectura de Tony dan una idea de su personalidad. En el capítulo "Tony", el libro que lee en el baño es La Nausée de Jean-Paul Sartre, una novela sobre el existencialismo y la definición de uno mismo. En el capítulo "Sid", se le muestra leyendo Así habló Zaratustra de Friedrich Nietzsche, un libro que desafía los valores morales existentes. En el capítulo "Maxxie y Anwar" lee Las naranjas no son la única fruta de Jeanette Winterson, un libro sobre una joven que lucha con su homosexualidad. En el episodio "Tony" de la temporada 2, se le ve leyendo La rebelión de Atlas de Ayn Rand, mientras está sentado en el tren. Además, el octavo episodio de la segunda temporada lo muestra leyendo obras de los autores Albert Camus y Franz Kafka.
Tony cambia enormemente entre la temporada 1 y la temporada 2. Pierde la memoria, a su novia y a su mejor amigo. Sid engañará su confianza saliendo con Michelle durante algunos episodios. Ya no es el chico coqueto, fumador y bebedor que solía ser. Todo parece haberse derrumbado a su alrededor, pero jura recuperarlo todo. Sólo Maxxie y Effy serán realmente amables con él en la temporada 2, Effy cuidará de él todo el tiempo. Al final todo termina bastante bien para Tony, recupera a su amiga, a su novia, su humor y su alegría de vivir aunque no pudo despedirse de un amigo y tuvo que dejar ir a Sid y Michelle.

## Historia del personaje

### Temporada 1
- En el episodio "Tony", intenta ayudar a su mejor amigo Sid a perder la virginidad antes de cumplir 17 años por temor a ser asociado como un perdedor percibido. Después de sugerir momentáneamente que Sid podría perder el control con Michelle, le revela que se refería a Cassie (Hannah Murray). Le ordena a Sid que compre hierba del traficante de drogas local Madison Twatter y, finalmente, termina conduciendo un coche robado con sus amigos hasta el puerto donde se pierden las drogas.
- Tony también comienza una relación coqueta con la chica rica local Abigail, que se desarrolla en el episodio "Jal", cuando Jal lo ve besándola, y más tarde en el episodio "Sid", donde la usa para romper con Michelle, alegando que lo está haciendo por Sid, para darle la oportunidad de perseguir a la persona que le gusta, sólo para volver con ella en un intento de dañar emocionalmente a Sid y Michelle.
- En el episodio "Maxxie y Anwar", en un viaje escolar a Rusia, intenta de manera agresiva y persistente practicarle sexo oral a su amigo homosexual Maxxie, solo para descubrir que no se le da bien. Michelle es testigo de esto y se sorprende y, creyendo que podría estar en el armario, lo investiga para revelar cualquier secreto que pueda tener.Nicholas Hoult con Kaya Scodelario, que interpreta a Effy su hermana menor en Skins en 2007.

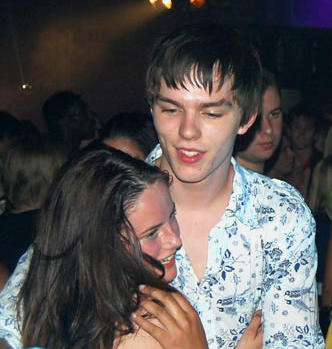
Nicholas Hoult con Kaya Scodelario, que interpreta a Effy su hermana menor en Skins en 2007.

- En el episodio "Michelle", el episodio comienza con Michelle mirándolo mientras él continúa comportándose de manera coqueta con Maxxie. Enfurecida, Michelle se acerca, lo golpea y posteriormente lo deja después de que él no le cuenta sobre su encuentro con Maxxie, y ella se entera de varios otros asuntos. Posteriormente, Sid lo golpea y luego otra chica lo abofetea en una lección de psicología como castigo por el incidente. Después de que Michelle comienza una relación con el hermano de Abigail, Josh, Tony planea recuperarla. Toma fotografías sexuales de Abigail y luego las transmite al teléfono de Josh, desde donde se las envía a Michelle para hacerle pensar que está tan loco como su hermana. Tony intenta una reconciliación, pero ella todavía lo rechaza.

- En el episodio "Effy", Tony acepta la naturaleza destructiva de sus maquinaciones cuando se enfrenta a una persecución para encontrar a su hermana, Effy, y recibe una propuesta terrible: debe tener relaciones sexuales con su hermana inconsciente si quiere recuperarla. captores. Esto lo asusta hasta las lágrimas, lo suficiente como para que Josh le diga que ha aprendido la lección y lo deje ir. Su amistad con Sid se reafirma ya que Sid es el único que está ahí para él en su crisis.
- Más tarde, en el final de la serie, Tony paga su deuda con Sid sacándolo de una institución mental y llevando a Sid a buscar a Cassie. Después de dejar a Sid en la fiesta de Anwar (Dev Patel), intenta llamar a Michelle, pero pierde la señal y recurre a pararse en medio de la carretera para recuperar la señal. Le confiesa a Michelle que realmente la ama, pero se ve interrumpido cuando lo atropella un autobús. Michelle se queda mirando su teléfono mientras, en otra parte, Effy sostiene su cuerpo sangrante en estado de shock, y el episodio termina con el estado de salud de Tony sin definir.

### Sid - Lost Weeks
En el episodio Sid de Lost Weeks, se revela que Tony está en coma.

### Tony - Lost Weeks
En el episodio Tony de Lost Weeks, se despierta del coma mientras escucha una cinta grabada por sus amigos, contando historias groseras e impactantes para intentar devolverle la conciencia.

### Temporada 2
- En "Tony y Maxxie", el primer episodio de la temporada 2, se muestra que Tony ha cambiado física y mentalmente por su accidente, después de sufrir un hematoma subdural. Ha demostrado haber perdido la mayor parte de su ingenio y confianza característicos que estaban presentes en la temporada 1. En una conversación con la madre de Maxxie, afirma "ahora soy estúpido" y, en un autobús, toma la mano de Maxxie por seguridad después de que pasa otro. Habiendo perdido la capacidad de escribir, entre otras discapacidades, finalmente logra garabatear su nombre "bailando", con la guía de Maxxie.
- En "Sketch", Tony comienza a mostrar signos visibles de su afecto anterior por Michelle, pero las consecuencias de su accidente impiden que la relación funcione. Su breve encuentro sexual revela a Tony y al público que ha quedado impotente como resultado del accidente. Más tarde, la busca activamente después de la obra de teatro de la escuela cuando Michelle no aparece debido a que Sketch (Aimee-Ffion Edwards) la envenenó. Él le dice a Michelle que cree que le dijo que la amaba la noche de su accidente, sin embargo, la conclusión queda en una nota ligeramente ambigua sobre si estaba adivinando o no.
- En "Sid", se ve que Tony ha mejorado más, aunque su lenguaje tiende a complicarse. Al final del episodio, aprende con éxito a sostener un cigarrillo. Ayuda a Sid a aceptar la muerte de su padre, incluso cerrando los párpados. La pareja se embarca en un emotivo abrazo en un club, que simboliza su amistad destrozada y el dolor que ambos están sufriendo.
- En "Michelle", Michelle persevera con Tony e intenta seducirlo a pesar de las protestas de la señora Stonem, la madre de Tony. Sin embargo, los intentos de Michelle fracasan y Tony todavía muestra dificultades sexuales visibles. Michelle se molesta porque Tony todavía no es "mejor para ella" y se va, enfatizando que necesita más tiempo. Tony decide no acompañar al resto del grupo en las vacaciones de cumpleaños de Michelle, pero aun así le consigue un regalo. Después de que Michelle tuvo relaciones sexuales con Sid en la playa, descubre que el regalo de cumpleaños es el reloj que él llevaba en el momento del accidente, con una nota de Tony que dice "Dijiste que necesitabas algo de tiempo".
- En "Chris", Tony ha empezado a aprender a nadar de nuevo. Se le ve en la piscina con su padre con un grupo de natación para principiantes. Luego habla con Chris (Joe Dempsie) y le proclama que "recuperará todo" y eso incluye a Michelle. Muestra visible disgusto e ira cuando descubre que Sid y Michelle se han convertido en pareja.
- En "Tony", se muestra a Tony intentando volver a su propio estilo de vida, lo que se traduce en ir a discotecas y consumir drogas. Después de que Cassie le da a Tony una pastilla de éxtasis, Tony se enfrenta a Sid y Michelle, quienes ahora están en una relación sexual en toda regla, expresando su sarcasmo por lo feliz que está por ellos. Inmediatamente después comienza a reaccionar mal a las drogas y sufre un ataque de pánico en el baño. Una chica misteriosa se le acerca y le revela detalles sobre la vida de Tony, a pesar de ser una extraña. En el viaje en tren hacia una jornada de puertas abiertas en la universidad, a Tony se le acerca un hombre que tiene horribles quemaduras visibles. El hombre le cuenta a Tony la historia de cómo quedó desfigurado. Más tarde, Tony asiste a una jornada de puertas abiertas en la universidad, donde tiene una entrevista grupal con el mismo hombre (ahora ileso) que conoció en el tren. La misteriosa chica también está en la reunión y ataca verbalmente al director de la universidad. Después de ser expulsados de la entrevista, Tony y la chica se embarcan en muchos delitos menores a lo largo del día. Poco a poco se hace evidente para el espectador que la niña puede ser producto de la imaginación de Tony; por ejemplo, cuando la niña anima (y le enseña con éxito) a Tony a nadar, se lo encuentra solo en la piscina. Sin embargo, cuando se le pregunta por qué estaba en la piscina y Tony intenta explicarle sobre la chica, se le indica que "no vaya con ella". Más tarde, Tony conoce a dos compañeros de piso promiscuos con la chica, quienes le hicieron un tatuaje. Más tarde, Tony y la chica consuman y Tony recupera su deseo sexual. Al final del episodio, se muestra que Tony ha recuperado la mayor parte de su inteligencia y confianza. Luego va a decirles a Sid y Michelle que los ama a ambos y anuncia que desaprueba su relación sexual. En sus escenas finales, el tatuaje que la chica se había marcado en la espalda se ve en la de Tony, lo que implica que la chica había sido una creación del subconsciente de Tony, ergo la manifestación de su animus o naturaleza interior.

A medida que avanza la temporada 2, Tony finalmente logra reconciliarse con Michelle y reanuda su relación con ella. En el episodio final, "Final Goodbyes", Tony recibe mejores calificaciones que todos sus amigos en A-Levels; 3 As y B. También ayuda a Sid a robar el ataúd de Chris y luego a devolverlo. Tony tiene la intención de ir a la Universidad de Cardiff, mientras que Michelle tiene la intención de ir a la Universidad de York. Tony también ve a Sid, que se va a buscar a Cassie a Nueva York. Cuando Sid se va, Tony no puede contener las lágrimas. Al final del episodio, Tony y Michelle discuten su relación y si continuarán o no su relación en la universidad o se despedirán para siempre sigue siendo ambiguo para la audiencia. Sin embargo, se separan en buenos términos.

### Postemporada 2
Al comienzo de la temporada 3, Effy se mudó a la habitación de Tony y le dio su edredón característico a Oxfam. Katie también menciona a Tony y su popularidad en una de sus primeras conversaciones con Effy diciendo: "¿No tenías un hermano que era realmente genial y se volvía loco? A mis amigos les gustaba". En el episodio de Effy de la temporada 3, la escena en la que intenta llamar a sus amigos y todos la ignoran refleja directamente a Tony en el primer episodio de Effy. En el diario en video de Effy —que tiene lugar después de los eventos de su episodio— Effy le pide ayuda a Tony y también le pide que no vuelva a gritarle. También le ruega que no "le haga nada" a Cook, sugiriendo que Tony lo ha amenazado.
En la temporada 4, la foto de Tony es una de las fotos presentes en la pared de Effy, que se muestra conectada a la foto de Freddie junto con los otros miembros de la familia de Effy. En "Effy", donde Effy está recibiendo tratamiento en un hospital psiquiátrico, se demuestra que el incidente en el que Tony fue atropellado la dañó profundamente.
Uno de los escritores de Skins sugirió que antes de Skins: Fire, Effy se había mudado a Londres para vivir con Tony, y vivieron juntos por un tiempo antes de que Tony se fuera con Michelle, por lo que Effy terminó acostándose con Naomi.

## Análisis del personaje
El escritor y guionista británico Russell T Davies opina que Tony pertenece al mismo arquetipo de personaje que su anterior Stuart Alan Jones, en Queer as Folk (1999) al ser un personaje desagradable con el que el público no logra conectarse, "porque apenas hay reconocimiento. Tony no es creíble". A diferencia del personaje de Davies, el impulso narrativo de Tony apunta a ser derribado, sufrir y mostrar a la audiencia que el comportamiento de Tony es incorrecto; para hacer esto, "¡Tuvieron que derribarlo en el final para que nos importe!"